# Liste der Monuments historiques in Wittelsheim
Die Liste der Monuments historiques in Wittelsheim führt die Monuments historiques in der französischen Gemeinde Wittelsheim auf.

## Liste der Bauwerke
| Bezeichnung                                 | Beschreibung                                                       | Standort                     | Kennzeichnung | Schutzstatus     | Datum     | Bild           |
| ------------------------------------------- | ------------------------------------------------------------------ | ---------------------------- | ------------- | ---------------- | --------- | -------------- |
| Festsaal Grassegert                         | 1926 für die Bergwerkssiedlung erbaut; mit technischer Ausstattung | 111 rue de Reiningue (Lage)  | PA68000017    | Inscrit          | 1998      | weitere Bilder |
| Waschkaue des Kalibergwerks Joseph-Else     | 1928 erbaut; heute Museum                                          | 22 avenue Joseph-Else (Lage) | PA68000044    | Inscrit          | 2005      |                |
| Feuerwehrhaus des Kalibergwerks Joseph-Else | 1928 erbaut; Denkmalschutz 2006 aufgehoben und abgebrochen         | Rue Forestière (Lage)        | PA00085754    | Inscrit gelöscht | 1990 2006 |                |